# Natalja Dawidowna Flittner
Natalja Dawidowna Flittner (russisch Наталья Давидовна Флиттнер; * 2. Septemberjul. / 14. September 1879greg. in St. Petersburg; † 16. Juli 1957 in Leningrad) war eine russisch-sowjetische Ägyptologin, Kunstwissenschaftlerin und Hochschullehrerin.

## Leben
Flittners Urgroßväter väterlicherseits studierten in Leipzig Philosophie und Theologie. Der Urgroßvater Franz August Flittner kam aus Sachsen nach Russland und wurde Pastor einer deutschen Gemeinde im Gouvernement Saratow. Flittners Großvater Bogdan Franzewitsch Flittner (1806–1868) kam mit seiner Familie nach St. Petersburg und diente als Pastor des 2. Kadettenkorps und Prediger an der Katharinenkirche auf der Wassiljewski-Insel, während sein Bruder David Franzewitsch Flittner (1796–1869) Pastor des 1. Kadettenkorps und der Michaelskirche sowie 1817–1841 Vorsitzender des St. Petersburger evangelisch-lutherischen Konsistoriums war. Flittners Vater Johann Karl David Bogdanowitsch Flittner (1841–1901) war Arzt. Ihre Mutter Natalija Andrejewna geborene Egermann war die Tochter eines Eisenbahners aus Mitau.
Flittner wuchs in dem ruhigen St. Petersburger Rajon Kolomna auf. Als Älteste beteiligte sie sich an der Erziehung ihrer Geschwister Sophia, Julia, Wilhelmina und Bruno. Eine ihrer Jugenderinnerungen bezog sich auf das wilde Schaukeln auf der Ägyptischen Kettenbrücke mit Sphinx-Figuren aus Gusseisen über die Fontanka, die 1905 einstürzte, als Flittner an Typhus erkrankt war.
Flittner studierte ab 1904 in den Höheren Kursen für Frauen und hörte Vorlesungen an der Universität St. Petersburg bei dem Kunstwissenschaftler Adrian Wiktorowitsch Prachow und dem Althistoriker Michael Rostovtzeff. Die Altägyptische Sprache studierte sie bei Boris Alexandrowitsch Turajew zusammen mit Wassili Wassiljewitsch Struwe und Wladimir Kasimirowitsch Schileiko. Daneben unterrichtete sie von 1904 bis 1913 Geschichte am Mädchenforstgymnasium. 1909 und dann wieder 1912 wurde sie nach Berlin geschickt, um an der Universität zu Berlin zu studieren und bei den Begründern der Ägyptologie Eduard Meyer, Heinrich Schäfer, Georg Möller und Adolf Erman zu arbeiten (bis vor Beginn des Ersten Weltkriegs).
Nach der Oktoberrevolution lehrte Flittner von 1919 bis 1956 an dem aus der Kaiserlichen Akademie der Künste entstandenen Repin-Instituts für Malerei, Bildhauerei und Architektur und ab 1921 bis 1930 als Dozentin auch an der Universität Petrograd bzw. Leningrad sowie 1930–1935 am Leningrader Institut für Philosophie, Linguistik und Geschichte. Sie war eine der ersten russischen Kunstwissenschaftlerinnen. Sie wurde Magistra und wurde 1940 ohne Verteidigung einer Dissertation zur Doktorin der Geschichtswissenschaften promoviert. Zu ihren Studenten gehörten Miliza Edwinowna Matje, Igor Michailowitsch Djakonow und Boris Borissowitsch Piotrowski. 1949 wurde sie Professorin des Lehrstuhls für ausländische Kunst des Repin-Instituts.
Neben ihrer Lehrtätigkeit arbeitete Flittner von 1919 bis 1950 in der Leningrader Eremitage als wissenschaftliche Mitarbeiterin der Ost-Abteilung. Sie gestaltete mit anderen die erste Ausstellung über das Alte Ägypten in den Sälen der Eremitage und verfasste den ersten Führer durch die altägyptischen Säle (1929).
Nach Ausweis ihrer Veröffentlichungen war das Hauptarbeitsgebiet Flittners die Kunst und Kultur Altägyptens. Sie befasste sich mit der Hieroglyphenschrift und mit den Glas- und Keramik-Werkstätten in Amarna. Daneben untersuchte sie auch die syro-hethitischen Denkmäler in der Eremitage und studierte die Kunst und Kultur Mesopotamiens und der benachbarten Staaten.